# کاتیوشا (فیلم)
کاتیوشا فیلمی به کارگردانی و تهیه‌کنندگی علی عطشانی، نویسندگی مهدی علی میرزایی و علی عطشانی بر اساس طرحی از مهراب قاسم‌خانی محصول سال ۱۳۹۶ می‌باشد.

## خلاصه داستان
در خلاصه قصه فیلم کمدی «کاتیوشا» آمده است: «خلیل کاتیوشا برای اینکه عرشیا بتواند اقامت کانادا را بگیرد موظف می‌شود او را ترک دهد و همچنین او را وادار به سریعترین ازدواج جهان کند ولی در این راه مشکلاتی پیش می‌آید که…»

## بازیگران
| بازیگر         | نقش               |
| -------------- | ----------------- |
| هادی حجازی‌فر   | خلیل کاتیوشا      |
| احمد مهران‌فر   | عرشیا             |
| لیلا اوتادی    | ژیلا              |
| میترا حجار     | خودش (میترا حجار) |
| بیژن بنفشه‌خواه | ساقی              |
| ارژنگ امیرفضلی | فروشنده لباس      |
| نیما شاهرخ‌شاهی | احسان             |
| قاسم زارع      | مرتضی             |
| خشایار راد     | شهردار            |
| فاطمه مرتاضی   | مادر احسان        |

## جوایز
- برنده جایزه ویژه منتقدین جشنواره بین‌المللی فیلم راجستان هند
- نامزد جایزه بهترین فیلم جشنواره اینسپیریشن استرالیا
- نامزد جایزه بهترین فیلم جشنواره بین‌المللی فیلم مارییتا آمریکا